# Wrakken van Spakenburg
De wrakken van Spakenburg zijn enkele tientallen scheepswrakken die liggen voor de kust van Spakenburg in de gemeente Bunschoten. Ze liggen in het Eemmeer en Nijkerkernauw, wateren die van oorsprong deel uitmaakten van de Zuiderzee. De wrakken waarvan de locatie bekend is dateren vanaf het midden van de 19e eeuw tot de jaren 1970. De schepen zijn vooral van het type botter en aanverwante typen zoals de kwak, pluut en bons.

## Geschiedenis

Haven van Spakenburg in de jaren 1950

Toen in 1916 de watersnoodramp Spakenburg, Bunschoten en andere delen rond de Zuiderzee trof, was deze zogenoemde Zuiderzeevloed voor de regering aanleiding om werk te maken van de afsluiting en droogmaking van de grootste binnenzee van Nederland, de Zuiderzee. In 1932 werd de Afsluitdijk gesloten. Deze dijk verbindt Noord-Holland en Friesland en zorgde dat het zout/brakke Zuiderzeewater zoet werd. De zee werd na de sluiting IJsselmeer genoemd.
Voor de Spakenburgse vissers was door de afnemende visstand en het zoete water steeds minder werk in de visserij. De in het dorp aanwezige botters en kleine schepen werden daarom overbodig geacht en op last van de burgemeester van Bunschoten buitengaats in het water voor de kust gedumpt. Dit gebeurde ten oosten van de haveningang van Spakenburg. In vele jaren ervoor was dit gebied al als dumpgebied benut voor scheepswrakken. Ook ten westen van de haven waren veel schepen tot zinken gebracht.
In de jaren 1990 kwam de roep, in een toekomstvisie, om de wrakken te ruimen. Dit bleek volkomen onuitvoerbaar vanwege de kosten en de archeologische waarde van het gebied. Wel volgde er historisch onderzoek. Na 2010 is de landelijke werkgroep onderwaterarcheologie gebruik van het gebied gaan maken voor oefeningen van maritiem archeologen. Ook is er veel aandacht voor het wrakkengebied in de lokale gemeenschap.
Er zijn geen vissersschepen meer in de haven van Spakenburg. De bevolking heeft mede door de Zuiderzeesteunwet van 1925 zich weten om te scholen tot fabrieksarbeid en detailhandel. Veel Spakenburgse ondernemers zijn tegenwoordig door heel Nederland op de markt te vinden met vis-en broodkramen. Ook kwam er de fabriek Polynorm, die later Voestalpine ging heten. Hier worden auto-onderdelen geproduceerd.

## Droogvallen

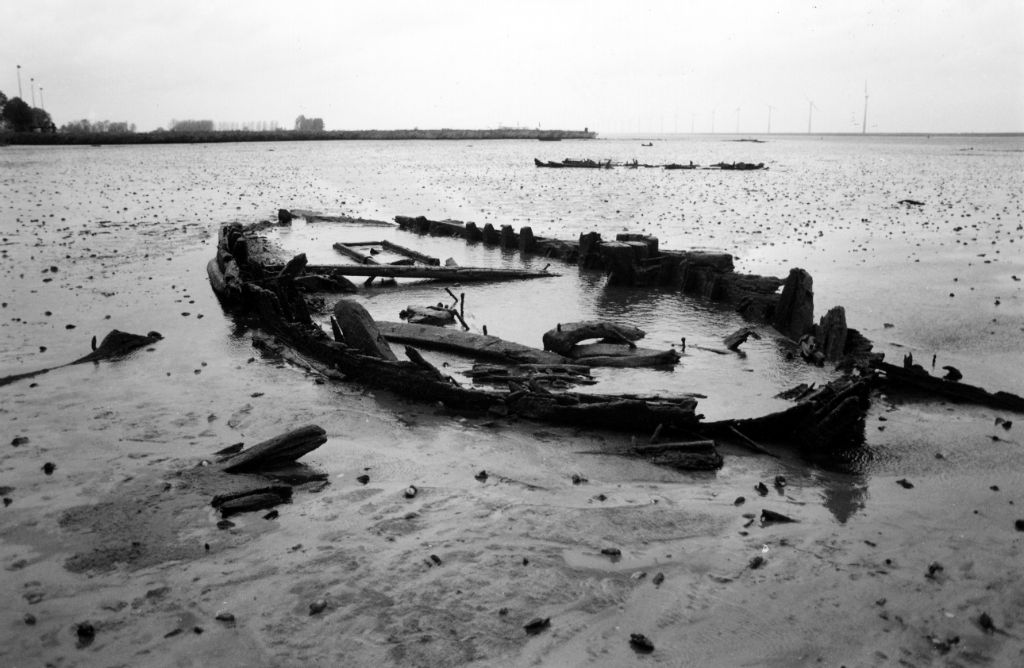
Wrak voor de kust van Spakenburg

Eens in de vijf tot tien jaar valt het wrakkengebied droog. Als de wind enkele dagen stormachtig uit het zuidwesten waait, trekt het water weg uit de randmeren naar het Markermeer. Hierdoor komen tot 100 meter uit de kust de scheepsoverblijfselen droog te liggen.

## Regels en veiligheid
Het is in Nederland wettelijk verboden zonder vergunning wrakken te beschadigen of er voorwerpen uit mee te nemen. De wrakken vallen onder de monumentenwet. Rijkswaterstaat is als eigenaar van open water belast met regulering van het gebied. Het ondiepe gedeelte van het gebied is aangemerkt als verboden vaargebied.